# Lost Highway (Bon Jovi nummer)
Lost Highway is een nummer van de Amerikaanse rockband Bon Jovi uit 2007. Het is de tweede single van hun gelijknamige tiende studioalbum. De eerste opnamen voor het album waren in Nashville waar de band op het idee kwam het album te noemen naar de gelijknamige song van Hank Williams sr. en het in Nashville gevestigde Lost Highway Records.
Het nummer deed het minder goed in de hitlijsten als voorganger "(You Want To) Make a Memory". Zo haalde het in Bon Jovi's thuisland de Verenigde Staten geen hitlijsten. In Nederland haalde het de 13e positie in de Tipparade.